# El Heraldo de México
El Heraldo de México es un periódico mexicano publicado en Ciudad de México. Originalmente fundado en 1965, después de desaparecer en 2003, fue relanzado el 2 de mayo de 2017. Actualmente, El Heraldo de México, bajo su nueva dirección, se ha consolidado como un periódico 360, contando con periódico impreso, televisión, radio y digital.

## Historia

### Primera época
El diario fue lanzado el 9 de noviembre de 1965 por el empresario cinematográfico Gabriel Alarcón Chargoy y sus hijos Óscar y Gabriel Alarcón Velázquez. El periódico apareció como líder tecnológico, con una prensa Goss Urbanite y, finalmente, una instalación personalizada en la Colonia Doctores. Desde un inicio, el diario fue impreso a color, algo que era muy raro para los diarios mexicanos de la época que continuaron imprimiéndose en blanco y negro durante algunas décadas más. Durante sus primeros años fue considerado como leal al Gobierno en turno.
El diario tenía un énfasis tradicional en las notas de sociales y las noticias de entretenimiento.  También fue patrocinador de los Premios El Heraldo de México, entrega de premios dados para destacar lo mejor de los deportes, el cine, la televisión y la música durante el año entre 1966 y 2002.

### Diario Monitor
En octubre de 2003, José Gutiérrez Vivó, presidente de Grupo Monitor, asociado con el noticiero de Radio Monitor y el Radio Monitor 1320/1560 de la Ciudad de México, adquirió El Heraldo de México y su diario hermano: El Heraldo de Puebla. El diario de la Ciudad de México se hizo llamar Diario Monitor a partir del 8 de marzo de 2004. En 2007, El Heraldo de Puebla, que no cambió de nombre, fue vendido al empresario local Ricardo Henaine.
Monitor empezó a pasar por complicaciones financieras a finales del decenio de 2000, derivadas de diferencias contractuales con Grupo Radio Centro, que finalmente reclamó el negocio entero. El último ejemplar de Diario Monitor fue impreso el 13 de febrero de 2009.

### Relanzamiento
A finales de 2016, iniciaron rumores del lanzamiento de un nuevo diario llamado El Heraldo de México. Dichos rumores resultaron ciertos cuando el 2 de mayo de 2017 el nuevo diario fue lanzado con un tiraje de 60 000 copias. El diario era propiedad de Grupo Andrade, uno de los concesionarios de autos más grandes en el país junto con Ricardo y Roberto Henaine.
El diario se publica con cuarenta páginas entre semana, dieciséis los sábados y veintiuna los domingos.

## El Heraldo Radio
El 16 de junio de 2019, Grupo Andrade anunció la adquisición de dos estaciones de radio FM a Grupo Imagen, siendo XHDL-FM en la Ciudad de México y XHAV-FM en Guadalajara.
En mayo de 2020 Grupo Andrade adquiere en un principio la XHCHL-FM 90.1 MHz que era una estación de Núcleo Radio Monterrey para tener presencia en la ciudad de Monterrey, pero en abril de 2021, Grupo Andrade anunció la adquisición de dos estaciones de radio FM de Grupo Radio Centro, siendo XHSP-FM 99.7 MHz en Monterrey y XHRPO-FM 97.7 MHz, en Oaxaca. Tras la adquisición de la XHSP-FM, la XHCHL-FM pasa a ser la Ke Buena tras un convenio entre Andrade y Radiopolis, pero el 1 de diciembre de 2022 se confirma que Núcleo Radio Monterrey recupera la estación, para pasar a ser una frecuencia adicional a la XEG-AM, pasando a ser La Rancherita de Monterrey.
También opera otras estaciones de radio en el país siendo estas XHRRT-FM 92.5 MHz en Tampico, XHEOQ-FM 91.7 MHz HD4 en Reynosa y XHNK-FM 99.3 MHz HD4 en Nuevo Laredo, todo en el estado de Tamaulipas.
El 29 de septiembre de 2023, surge una polémica de Grupo Andrade, pues se confirmaba la llegada del concepto en la zona de Puebla y Tlaxcala, en lo cual adquieren la XHTLAX-FM en el 96.5 MHz a pesar de que esa estación es operada por el gobierno del estado de Tlaxcala. En Nayarit se confirma que llegaba a Tepic tras el inicio de operaciones de la XHCCBK-FM en el 103.3 MHz, en Acapulco la XHKOK-FM abandona Imagen Radio y se une a esta cadena y en Salina Cruz llega pero a través de una estación social comunitaria que está en el 106.5 MHz.
El 29 de noviembre de 2024, abandonada El Heraldo Radio en Mérida, Yucatán por el 96.9 MHz.

### Retransmisoras de El Heraldo Radio
Cobertura actual
- XHLI-FM 94.7 MHz/XELI-AM 1580 kHz - Chilpancingo, Guerrero
- XHDL-FM 98.5 MHz - Ciudad de México (estación principal)
- XHERS-FM 104.3 MHz - Gómez Palacio, Durango (para Torreón, Coahuila)
- XHAV-FM 100.3 MHz - Guadalajara, Jalisco
- XHSP-FM 99.7 MHz - Monterrey, Nuevo León
- XHNK-FM 99.3 MHz HD4 - Nuevo Laredo, Tamaulipas
- XHRPO-FM 97.7 MHz - Oaxaca, Oaxaca
- XHEOQ-FM 91.7 MHz HD4 - Reynosa, Tamaulipas
- XHSCCK-FM 106.5 MHz - Salina Cruz, Oaxaca (La Brava 106.5)
- XHRRT-FM 92.5 MHz - Tampico, Tamaulipas
- XHCCBK-FM 103.3 MHz - Tepic, Nayarit
- XHRPR-FM 88.3 MHz - Tuxtla Gutiérrez, Chiapas

Estaciones o ciudades descartadas
- Acapulco, Guerrero
  - XHKOK-FM 88.9 MHz (ahora Radio de la Costa 88.9 del Grupo Radio Comunicación)
  - XHACD-FM 92.1 MHz (ahora Voces 92.1 de Grupo Audiorama Comunicaciones)
- Ciudad del Carmen, Campeche XHMAB-FM 101.3 MHz/XEMAB-AM 950 kHz (ahora Globo de MVS Radio)
- Ciudad Juárez, Chihuahua XEPZ-AM 1190 kHz (cambió a Radio Centro 1190 de Grupo Radio Centro ahora Máxima en combo con XHEPR-FM 99.1 MHz)
- Coatzacoalcos, Veracruz XHAFA-FM 99.3 MHz (cambió a Activa 99.3 de Radio SA, ahora La Lupe de Multimedios Radio)
- Colima, Colima XHTTT-FM 104.5 MHz (regresó a Lokura FM de Capital Media)
- Culiacán, Sinaloa XHCUL-FM 104.9 MHz (cambió a Lokura FM de Capital Media, ahora La Bella 104.9)
- Hermosillo, Sonora XHEPB-FM 93.1 MHz (ahora Love FM de Radio S.A.)
- La Paz, Baja California Sur XHBCPZ-FM 95.1 MHz (ahora Super Stereo Miled)
- Mérida, Yucatán XHUL-FM 96.9 MHz (regresó a Los 40 de Radiópolis)
- Monterrey, Nuevo León XHCHL-FM 90.1 MHz (cambió a La Ke Buena de Radiópolis, ahora La Ranchera de Monterrey de Núcleo Radio Monterrey)
- Morelia, Michoacán XEMEFM-AM 1240 kHz (ahora 1240 AM)
- San Luis Potosí, San Luis Potosí XHOD-FM 96.9 MHz (transmitía programas y noticieros de El Heraldo Radio con el formato de VOX Love Station de Radiópolis)
- Tapachula, Chiapas XHEOE-FM 96.3 MHz (cambió a Dimensión FM de Organización Radiofónica Mexicana, ahora Romántica de Grupo AS Comunicación)
- Tehuantepec, Oaxaca XHKZ-FM 98.1 MHz (regresó a La Poderosa de Grupo AS Comunicación, más tarde ahora La Lupe de Multimedios Radio)
- Tepic, Nayarit XHEOO-FM 96.1 MHz (ahora Love FM de Grupo Audiorama Comunicaciones)
- Tijuana, Baja California XEPE-AM 1700 kHz (ahora Radio Tijuana)
- Tlaxcala de Xicohtencatl, Tlaxcala XHTLAX-FM 96.5 MHz (regresó a Radio Altiplano)
- Tlalmanalco, Estado de México XEWF-AM 540 kHz (un tiempo transmitió en modo combo con El Heraldo Radio 98.5, más tarde regresó a La Bestia Grupera de Grupo Audiorama Comunicaciones)
- Villahermosa, Tabasco
  - XHRVI-FM 106.3 MHz (cambió a Lokura FM de Capital Media, ahora Titán FM)
  - XHREC-FM 104.9 MHz (cambió a La Mexicana de Grupo AS Comunicación, ahora La Lupe de Multimedios Radio)